# 김재환 (1981년)
김재환(한국 한자: 金才煥, 1981년 4월 16일 ~ )은 대한민국의 전 축구 선수이며, 포지션은 공격수였다.